# Unabhängiges FilmFest Osnabrück
El Unabhängiges FilmFest Osnabrück "Festival de cine independiente de Osnabrück".Es uno de los festivales de cine más antiguos y tradicionales en Baja Sajonia y en Alemania. Se realiza anualmente en cinco días en octubre en la ciudad de Osnabrück. Está organizado por el FilmForum e.V. de Osnabrück, una organización de interés social, bajo la conducción de Holger Tepe y Birgit Müller.
El presidente del Estado federal de Baja Sajonia David McAllister fue el patrocinador del 27. Unabhängigen FilmFest Osnabrück.

## Historia
Desde su fundación en 1986 bajo el nombre "Tage des unabhängigen Films" ("Días de la Película independiente") el festival se ha obligado a fomentar el cine innovativo y comprometido. El motivo central del festival es la promoción de la tolerancia entre las naciones y la sociedad. Coopera con organizaciones numerosas, como por ejemplo con la organización internacional para la defensa de los derechos infantiles terre des hommes.
En 2001 el FilmFest cambió su nombre en "Unabhängiges FilmFest Osnabrück" por un alineamiento social más fuerte.

## Temas esenciales
Desde el año 2006 el FilmFest selecciona temas esenciales que sirven de base para el festival entero. Eso posibilita, junto a las películas, un enfrentamiento fuerte con estos puntos principales y es la base para realizar extensos debates.
Los temas esenciales desde 2006 eran:
- 2006: Europäische Konflikte - Europäische Konfliktlösungen ("Conflictos Europeos - Soluciones de Conflictos Europeos")
- 2007: Grenzgänger (describe una persona que sobrepasa fronteras)
- 2008: The future is unwritten ("El futuro no está escrito")
- 2009: Glück/fortune ("Fortuna")
- 2010: Ideal/ideal
- 2011: Unterwegs ("En camino")

## Secciones
El FilmFest presenta largo y cortometrajes, así como documentales de las secciones siguientes:
- Vorsicht Frieden! ("Cuidado Paz!")
- Generation Zukunft ("Generación del Futuro")
- Europe Unlimited ("Europa Ilimitado")
- Vistas Latinas
- Programas especiales

También el FilmFest otorga los premios dotados siguientes:
- El Friedensfilmpreis der Stadt Osnabrück ("Premio de la Paz de Osnabrück")
- El Filmpreis für Kinderrechte ("Premio de Cine de Derechos Infantiles")
- El Kurzfilmpreis ("Premio para cortometrajes")
- El Ernst-Weber Filmpreis ("Premio cinematográfico de Ernst Weber")
- El Filmpreis für Zivilcourage ("Premio cinematográfico para el valor cívico")

## Premios

### El Premio de la Paz de Osnabrück
Con el Premio de la Paz se galardona un largometraje o documental, que une su calidad esetética con compromiso social y humano. Está dotado con 5.000€. 
El tema paz, en este contexto, se ocupa de conflictos internacionales, así como forcejeos sociales y problemas familiares.
En particular se seleccionan las contribuciones tratando de las temas siguientes:
- Migración: expulsión, asilo, exilo
- Conflictos internacionales
- Política de desarrollo y política del medio ambiente
- Derechos humanos y derechos de libertad
- Política en pro de la paz, investigación sobre la paz

Un jurado tricéfalo de expertos elige el galardonado. Este jurado se forma por representantes reputados de cine, periodismo y trabajo cultural y social. El premio se otorga al final del festival en un acto ceremonial.
Galardonados precedentes:
- 2002: In Or Between, Alemania 2002, Realisación: Wuppertaler Medienprojekt
- 2003: Rachida, Argelia, Francia 2003, Dirección: Yamina Bachir Chouikh
- 2005: Auf der Schwelle des großen Vergessens, Países Bajos 2004, Regie:Thom Verheul
- 2006: Rwanda, les collines parlent, Bélgica 2005, Dirección: Bernard Bellefroid
- 2007: Kurz davor ist es passiert, Austria 2006, Dirección: Anja Salomonowitz
- 2008: Shahida - Brides of Allah, Israel 2008, Dirección: Natalie Assouline
- 2009: Welcome, Francia 2009, Dirección: Philippe Lioret
- 2010: Les Arrivants de Claudine Bories y Patrice Chagnard

### El Premio de Derechos del Niño
Con el premio para los derechos del niño se galardona un largometraje o documental que se ocupa de la situación de niños y sus derechos en todo el mundo de una forma especial y comprometida. Las cuatro películas elegidas para el concurso tematizan las condiciones sociales, económicas y culturales bajo las cuales los niños tienen que vivir en países en desarrollo o naciones industriales. Los motivos centrales son el derecho a educación, salud, habitación y el derecho a que sean protegidos de explotación o violencia. Adicionalmente el derecho a acceso a informaciones, expresión libre de opinión y la representación de sus intereses son tema de las películas. 
El galardonado está elegido por un grupo de cinco jóvenes de 14 años y recibe 2.000€.
Galardonados precedentes:
- 2001: Ali Zaoua Francia/Bélgica/Marruecos 2000, Dirección: Nabil Ayouch
- 2002: Runaway, Gran Bretaña 2002, Dirección: Kim Longinotto y Ziba Mir-Hosseini
- 2003: Child Soldiers, Australia/Gran Bretaña 2002, Dirección: Alan Lindsay
- 2004: Paloma de Papel, Perú 2004, Dirección: Fabrizio Aquilar
- 2005: Schildkröten können fliegen (Turtles can fly), Irán/Irak 2004, Dirección: Bahman Ghobadi
- 2006: Living Rights: Roy & Toti, Países  Bajos 2005, Dirección: Duco Tellegen
- 2007: Mama mir geht es gut, Alemania 2007, Dirección: Alexandra Westmeier
- 2008: Klassenkampf, Alemania 2008, Dirección: Uli Kick
- 2009: Lena, Stella, Ümmü und die Anderen, Alemania 2009, Dirección: Betty Schiel
- 2010: Ich, Tomek, Dirección: Robert Glinski

### Premio para cortometrajes
Con el premio para cortometrajes, el Kurzfilmpreis, se galardonan cortometrajes internacionales. Está dotado con 500€. El público elige el galardonado.
Galardonados precedentes:
- 2001: Modern Daydreams, Estados Unidos 2001, Mitchell Rose
- 2002: Der Schwarzarbeiter, Alemania 2002, Gülsel Özkan y Ludger Pfanz
- 2003: Tripper, Alemania 2003, Kira Schimmelpfennig
- 2004: Meine Eltern, Alemania 2004, Nele Vollmar
- 2005: Goodbye, Alemania 2004, Steve Hudson
- 2006: Vincent, Italia/Alemania 2005, Giulio Ricciarelli
- 2007: Achterbahn, Alemania 2007, Frank Wegerhoff
- 2008: Antje und wir, Alemania 2007, Dirección: Felix Stienz
- 2009: Der Anner im Himmel, Alemania 2009, Dirección: Philipp Hartmann
- 2010: Drop dead, Dirección: Arne Toonen

### Premio cinematográfico de Ernst-Weber
El premio cinematográfico de Ernst Weber para la solidaridad se otorga a una película que da visiones para la participación de cada uno en la sociedad de una manera especial. El premio donado del Ernst-Weber-Font está dotado con 1.000€. Ha sido otorgado por la primera vez en 2010.
Galardonados:
- 2010: La Pivellina de Rainer Frimmels y Tizza Covis

### Premio cinematográfico para el valor cívico
El premio cinematográfico para el valor cívico está dotado con 1.000€ y viene donado del distrito administrativo Osnabrück. El premio se otorga a un cortometraje que realza de una manera especial la importancia del valor cívico para la sociedad. Jóvenes del nivel superior y de la escuela de formación profesional del distrito administrativo pueden solicitar para el jurado. El premio ha sido otorgado por la primera vez en 2010. 
Galardonados:
- 2010: Uwe und Uwe de Lena Liberta

## Europe Unlimited
El FilmFest fomenta la convergencia cultural de las naciones europeas y acompaña ese proceso de forma crítica con todos sus implicaciones políticos, económicos y sociales. Se ocupa de ciertos aspectos de la unificación europea y se desliga de vistas convencionales. El FilmFest trata los temas de la vida diaria y problemas en la Europa Oriental y Occidental. Debido a las relaciones entre Europeos y la historia europea la producción de cine es el mediador entre los "viejos y nuevos Europeos" en esta área tensa.
Todavía no se galardona ningún premio en ésta sección.

## Vistas Latinas
Desde 2009 el FilmFest dedica una parte de su programa a Latinoamérica. Con el trasfondo de notables transformaciones políticas, sociales y económicas el cine latinoamericano contemporáneo se ocupa de desarrollos actuales en la sociedad y cultura. Actualmente no hay premios en esta sección; igual, de ahora en adelante la sección formará parte fija del FilmFest.

## Programas especiales
Una parte del festival son otros eventos relacionados con el cine. Entre otros hay:
- Una guía de la ciudad (A Wall is a Screen[2]) en la cual se muestra cortometrajes en grandes muros de edificios públicos.
- El "Heimliches Kino" (juego de palabras: 1. "Cine secreto" 2. "Heim" signifíca "el hogar"), un evento de cine pequeño que se realiza en salas de estar de particulares.
- Conciertos que acompañan películas mudas
- "KinoImBiss" (juego de palabras: 1. "Cine snack-bar" 2. "Cine en la mordida"), un evento de sesiones de cine en lugares selectos de gastronomía.

## Lugares de actos
El festival tiene lugar anualmente en tres lugares de actos en Osnabrück.
- Cinema-Arthouse
- Lagerhalle
- Haus der Jugend

Por el programa adicional el número de lugares de actos se aumenta permanentemente.